# (15460) Manca
(15460) Manca és un asteroide pertanyent al cinturó d'asteroides, descobert el 25 de desembre de 1998 Per Andrea Boattini i el també astrònom Luciano Tesi des de l'Observatori Astronòmic de les Muntanyes de Pistoia, Toscana, Itàlia.

## Designació i nom
Designat provisionalment com 1998 YD10. Va ser nomenat Manca en honor de l'astrònom italià Francesco Manca que des de l'Observatori Astronòmic Sormano, va fer seguiment d'asteroides potencialment perillosos, computant per a cadascun d'ells la trobada en el passat i en el futur amb el nostre planeta.

## Característiques orbitals
Manca està situat a una distància mitjana del Sol de 2,905 ua, i pot allunyar-se'n fins a 3,166 ua i acostar-s'hi fins a 2,645 ua. La seva excentricitat és 0,089 i la inclinació orbital 3,287 graus. Empra 1809 dies a completar una òrbita al voltant del Sol.

## Característiques físiques
La magnitud absoluta de Manca és 13,6. Té 5,354 km de diàmetre i té una albedo estimada de 0,295.